# Адміністративний устрій Горохівського району
Адміністративний устрій Горохівського району — адміністративно-територіальний поділ Горохівського району Волинської області на 2 міські, 1 селищну об'єднану територіальну громаду, 1 селищну і 33 сільські ради, що об'єднують 94 населені пункти та підпорядковані Горохівській районній раді. Адміністративний центр — місто Горохів.

## Список громад Горохівського району
| № | Назва                          | Центр          | Населені пункти                                                                                     | Площа км² | Місце за площею | Населення (2001), чол. | Місце за населенням |
| - | ------------------------------ | -------------- | --------------------------------------------------------------------------------------------------- | --------- | --------------- | ---------------------- | ------------------- |
| 1 | Мар'янівська селищна громада   | смт Мар'янівка | с. Борисковичі с. Борочиче с. Брани с. Бужани с. Довгів смт Мар'янівка с. Ржищів с. Цегів с. Широке |           |                 |                        |                     |
| 2 | Городищенська сільська громада | с. Городище    | с. Бережанка с. Дубова Корчма с. Загаї с. Маруся с. Михлин с. Угринів                               |           |                 |                        |                     |

## Список рад Горохівського району до 2015 року
Горохівський район Волинської області поділявся на 2 міські, 2 селищні і 36 сільських рад, що об'єднують 94 населені пункти та підпорядковані Горохівській районній раді. Адміністративний центр — місто Горохів.
| №  | Назва                         | Центр            | Населені пункти                                        | Площа км² | Місце за площею | Населення (2001), чол. | Місце за населенням |
| -- | ----------------------------- | ---------------- | ------------------------------------------------------ | --------- | --------------- | ---------------------- | ------------------- |
| 1  | Берестечківська міська рада   | м. Берестечко    | м. Берестечко                                          |           |                 | 1895                   |                     |
| 2  | Горохівська міська рада       | м. Горохів       | м. Горохів                                             |           |                 |                        |                     |
| 3  | Мар'янівська селищна рада     | смт Мар'янівка   | смт Мар'янівка                                         |           |                 |                        |                     |
| 4  | Сенкевичівська селищна рада   | смт Сенкевичівка | смт Сенкевичівка                                       |           |                 |                        |                     |
| 5  | Бережанківська сільська рада  | с. Бережанка     | с. Бережанка                                           |           |                 |                        |                     |
| 6  | Бранівська сільська рада      | с. Брани         | с. Брани с. Борисковичі с. Довгів                      |           |                 |                        |                     |
| 7  | Бужанівська сільська рада     | с. Бужани        | с. Бужани с. Ржищів                                    |           |                 |                        |                     |
| 8  | Ватинська сільська рада       | с. Ватин         | с. Ватин с. Ватинець                                   |           |                 |                        |                     |
| 9  | Вільхівська сільська рада     | с. Вільхівка     | с. Вільхівка с. Діброва с. Софіївка с. Ярівка          |           |                 |                        |                     |
| 10 | Галичанська сільська рада     | с. Галичани      | с. Галичани с. Новий Зборишів с. Хмельницьке           |           |                 |                        |                     |
| 11 | Горішненська сільська рада    | с. Горішнє       | с. Горішнє с. Іванівка с. Новостав                     |           |                 |                        |                     |
| 12 | Губинська Перша сільська рада | с. Губин Перший  | с. Губин Перший с. Ниви-Губинські                      |           |                 |                        |                     |
| 13 | Жабченська сільська рада      | с. Жабче         | с. Жабче с. Сергіївка                                  |           |                 |                        |                     |
| 14 | Журавниківська сільська рада  | с. Журавники     | с. Журавники с. Волиця-Дружкопільська                  |           |                 |                        |                     |
| 15 | Звиняченська сільська рада    | с. Звиняче       | с. Звиняче с. Красів                                   |           |                 |                        |                     |
| 16 | Квасівська сільська рада      | с. Квасів        | с. Квасів с. Крижова с. Охлопів                        |           |                 |                        |                     |
| 17 | Колодеженська сільська рада   | с. Колодеже      | с. Колодеже с. Наталин                                 |           |                 |                        |                     |
| 18 | Лемешівська сільська рада     | с. Лемешів       | с. Лемешів с. Козятин                                  |           |                 |                        |                     |
| 19 | Лобачівська сільська рада     | с. Лобачівка     | с. Лобачівка с. Волиця-Лобачівська с. Колмів           |           |                 |                        |                     |
| 20 | Мервинська сільська рада      | с. Мерва         | с. Мерва с. Буркачі с. Диковини с. Кутрів              |           |                 |                        |                     |
| 21 | Мирківська сільська рада      | с. Мирків        | с. Мирків                                              |           |                 |                        |                     |
| 22 | Мирненська сільська рада      | с. Мирне         | с. Мирне с. Десятина                                   |           |                 |                        |                     |
| 23 | Михлинська сільська рада      | с. Михлин        | с. Михлин с. Загаї с. Маруся                           |           |                 |                        |                     |
| 24 | Новосілківська сільська рада  | с. Новосілки     | с. Новосілки с. Ковбань с. Кумовище с. Мислині         |           |                 |                        |                     |
| 25 | Перемильська сільська рада    | с. Перемиль      | с. Перемиль с. Богунівка с. Гумнище с. Липа с. Старики |           |                 |                        |                     |
| 26 | Печихвостівська сільська рада | с. Печихвости    | с. Печихвости с. Полюхне с. Скабарівщина с. Стрільче   |           |                 |                        |                     |
| 27 | Підберезівська сільська рада  | с. Підбереззя    | с. Підбереззя                                          |           |                 |                        |                     |
| 28 | Пірванченська сільська рада   | с. Пірванче      | с. Пірванче                                            |           |                 |                        |                     |
| 29 | Пісківська сільська рада      | с. Піски         | с. Піски с. Антонівка с. Гектари                       |           |                 |                        |                     |
| 30 | Пустомитівська сільська рада  | с. Пустомити     | с. Пустомити с. Зеленолужне с. Уманці                  |           |                 |                        |                     |
| 31 | Рачинська сільська рада       | с. Рачин         | с. Рачин с. Озерці                                     |           |                 |                        |                     |
| 32 | Скірченська сільська рада     | с. Скірче        | с. Скірче с. Жуковець                                  |           |                 |                        |                     |
| 33 | Скобелківська сільська рада   | с. Скобелка      | с. Скобелка с. Бистровиця с. Марковичі                 |           |                 |                        |                     |
| 34 | Скригівська сільська рада     | с. Скригове      | с. Скригове с. Пильгани                                |           |                 |                        |                     |
| 35 | Смолявська сільська рада      | с. Смолява       | с. Смолява с. Зелене                                   |           |                 |                        |                     |
| 36 | Терешківцівська сільська рада | с. Терешківці    | с. Терешківці с. Ощів                                  |           |                 |                        |                     |
| 37 | Угринівська сільська рада     | с. Угринів       | с. Угринів с. Дубова Корчма                            |           |                 |                        |                     |
| 38 | Холонівська сільська рада     | с. Холонів       | с. Холонів с. Старостав                                |           |                 |                        |                     |
| 39 | Цегівська сільська рада       | с. Цегів         | с. Цегів с. Борочиче с. Сільце с. Широке               |           |                 |                        |                     |
| 40 | Шклинська сільська рада       | с. Шклинь        | с. Шклинь с. Шклинь Другий                             |           |                 |                        |                     |

* Примітки: м. — місто, сел. — селище, смт — селище міського типу, с. — село, курсивом виділено ради, що увійшли до складу ОТГ Луцького району